# Troy Scott Smith
Troy Scott Smith (* 1969) ist ein englischer Gärtner aus Leeds.

## Leben

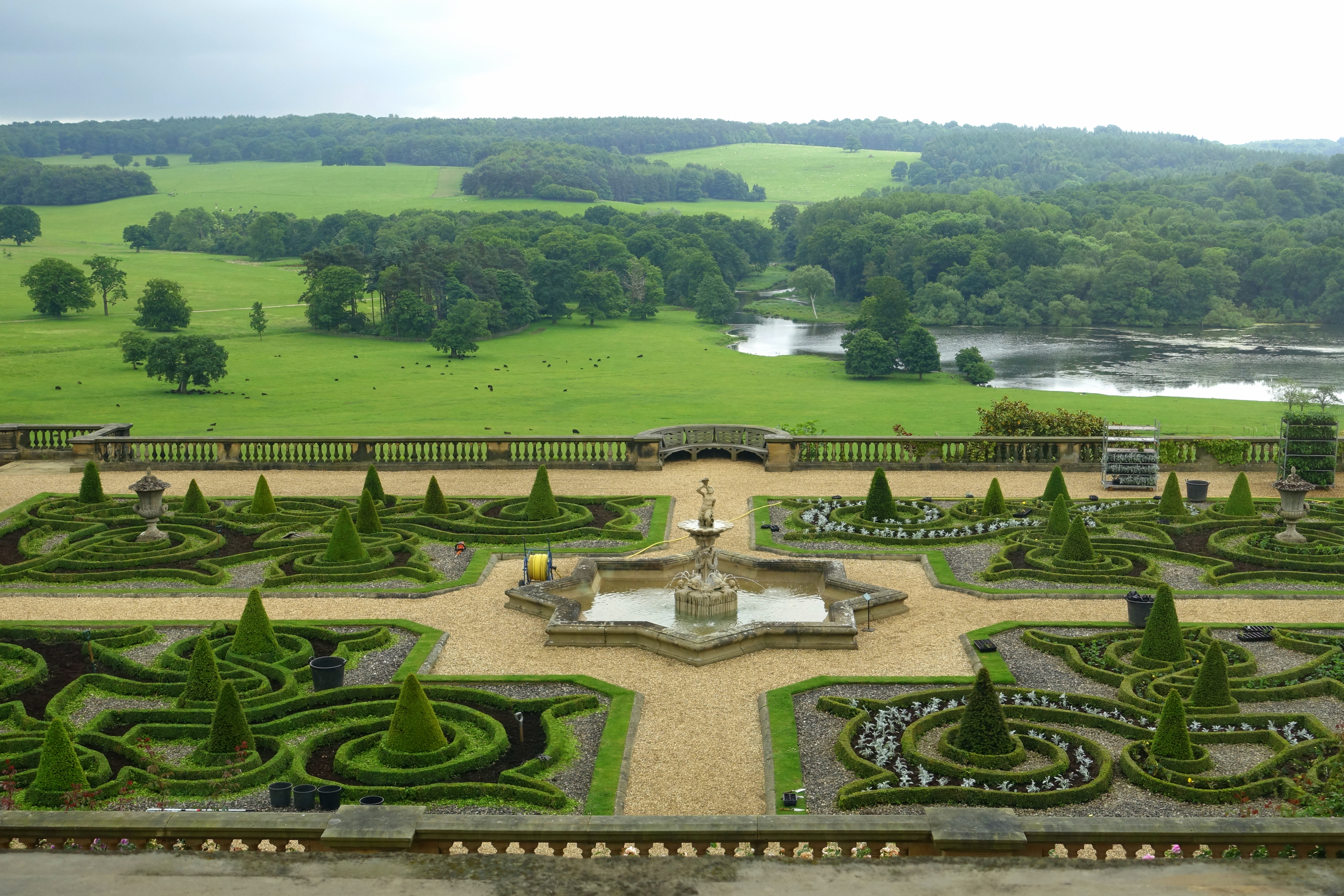
Broderien von Harewood House

Scott Smith ging mit 16 Jahren von der Schule ab und begann eine Gärtner-Lehre in Harewood House in Leeds. Nach einem halben Jahr nahm er aber eine Stelle bei einem lokalen Landschaftsgärtner an, danach arbeitete er eine Zeitlang in Frankreich. Er begann schließlich ein Studium des Gartenbaus am Saskam Bryan College in York. In den Bodnan Gardens in Nordwales leistete er ein einjähriges Praktikum ab.
Danach bekam er eine Stelle als Gärtner in Sissinghurst unter Obergärtnerin Sarah Cook, die ihm die hohen Standards der Waterperry School of Gardening vermittelte. Seine nächste Stellung war in dem zwischen 1900 und 1921 nach dem Vorbild von Hidcote Manor Garden angelegten The Courts, einem Garten des National Trust in Holt bei Bradford on Avon in Wiltshire, wo er „Gardener in Charge“ war. Scott Smith konnte die Besucherzahlen des verwilderten Geländes von 9000 auf 30.000 erhöhen. 2005 wurde er Kurator im Garten der Royal Horticultural Society in Hyde Hall in Essex, wo er aber keinen Erfolg hatte und noch im selben Jahr kündigte.
Im Frühjahr 2006 wurde er Obergärtner in Bodnant, mit dem Ziel, den Garten grundlegend zu erneuern und mehr Besucher anzulocken. Er stand einer Arbeitsgruppe von 20 Gärtnern vor. Der Garten gehört dem National Trust, aber die McLarens, die Familie der ehemaligen Besitzer lebt noch in dem Schloss und haben Mitspracherecht bei der Gartengestaltung, was die Arbeit des Obergärtners nicht immer einfach macht. Über die Erneuerung von Bodnant strahlte die BBC 2007 eine eigene Fernsehserie aus, in der unter anderem die Einweihung des unfertigen neuen Besucherzentrums durch den Kronprinzen gezeigt wird. Scott Smith ist seitdem immer wieder in Gartenserien im Fernsehen aufgetreten, unter anderem in “Gardeners' World”. Er war jedoch nicht an einer Lebensstellung interessiert und suchte nach einer Aufgabe, die sich in sieben bis zehn Jahren erledigen ließ. Außerdem wollte er nicht, dass seine Kinder in Wales aufwuchsen.

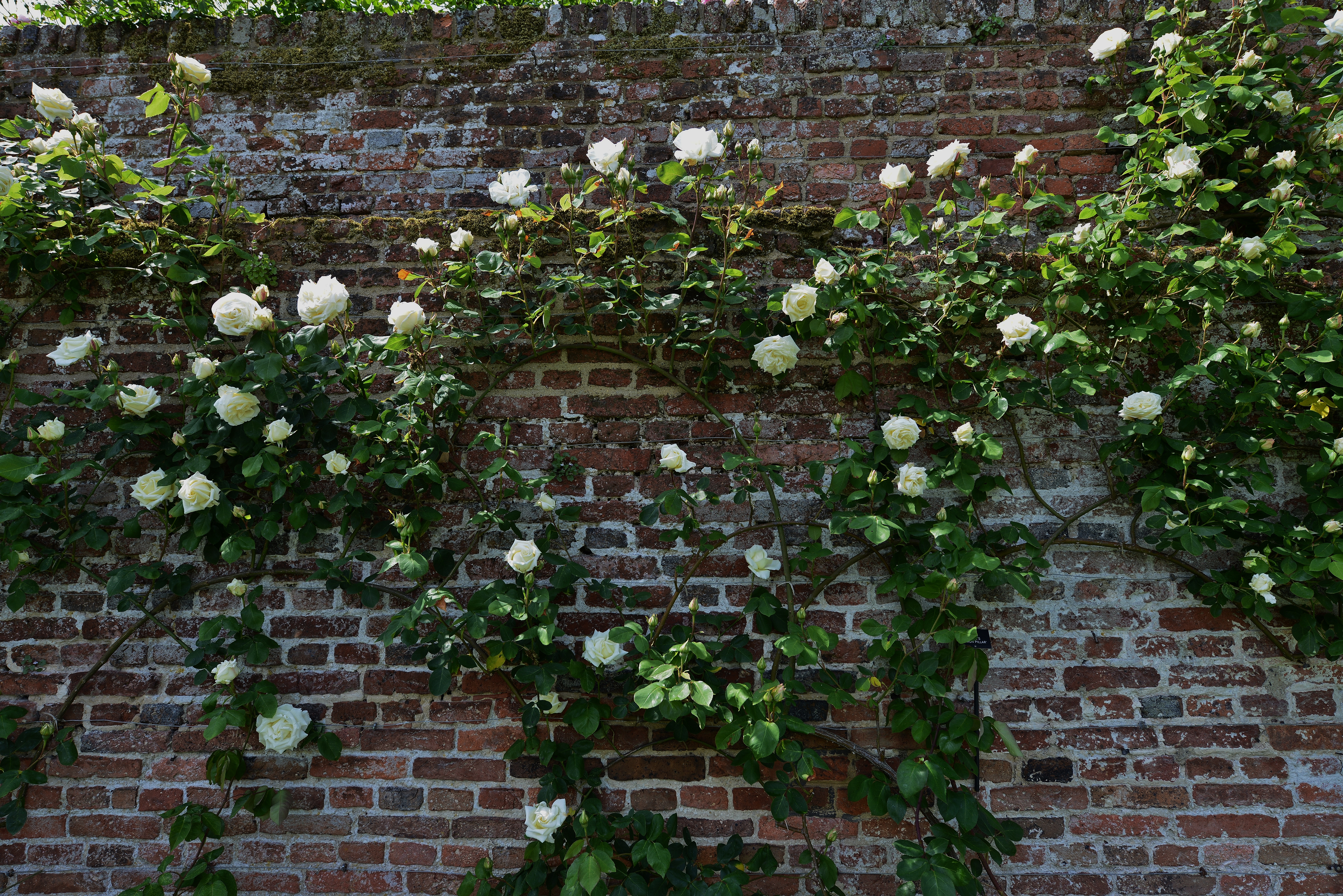
Sissinghurst, Rosengarten

Nach zehn Jahren wurde Scott Smith daher 2014, als erster Mann nach Jack Vass, Obergärtner in Sissinghurst in Kent. Auch hier hatte er es mit Sarah Raven und Adam Nicolson mit einer Geberfamilie zu tun, die sich gern und oft in die Gestaltung des Gartens einmischt. Scott Smith setzte es sich zur Aufgabe, den ursprünglichen Stil des Gartens wieder herzustellen. Seiner Ansicht nach war der Garten inzwischen zu glatt und geleckt geworden und hatte den improvisierten romantischen Charme der Zeit von Vita Sackville-West und ihrer überschwänglichen Pflanzungen verloren. „Sissinghurst ist zu ordentlich geworden“. Sissinghurst war als Privatgarten geplant und seine Besitzer veränderten ihn ständig. So hat Scott Smith unter anderem alte Rosensorten, die wesentlich anfälliger für Schädlinge sind als moderne Sorten, wieder eingeführt, den Azaleengang massiv zurückgeschnitten und Rasenflächen durch Blumenwiesen ersetzen lassen. Außerdem erstellte er zum ersten Mal Management Plans für die verschiedenen Gartenbereiche, die auch deren Geschichte und bisherige Gestaltung dokumentierten. Scott Smith ist sich jedoch im Klaren, dass der Garten auch für die deutlich gestiegenen Besucherzahlen der letzten Dekaden geeignet bleiben muss. Es wäre auch zu untersuchen, inwieweit der verwilderte Charme des Gartens auf das Design der Besitzer zurückging, und nicht auf deren ständige Geldprobleme. Scott Smith war entschlossen, die gesamten Aufzeichnungen von Sackville-West durchzugehen. Andererseits war er jedoch der Ansicht, dass in Sissinghurst zu viel „Ahnenverehrung betrieben wurde“
2019 begann die Neugestaltung des Bereiches „Delos“, in dem Sackville-West und Nicolson erfolglos versucht hatten, einen mediterranen Garten nach dem Vorbild der Insel Delos einzurichten, die sie 1935 besucht hatten. Für die Gestaltung war Dan Pearson zuständig. Sie wurde 2020 abgeschlossen.

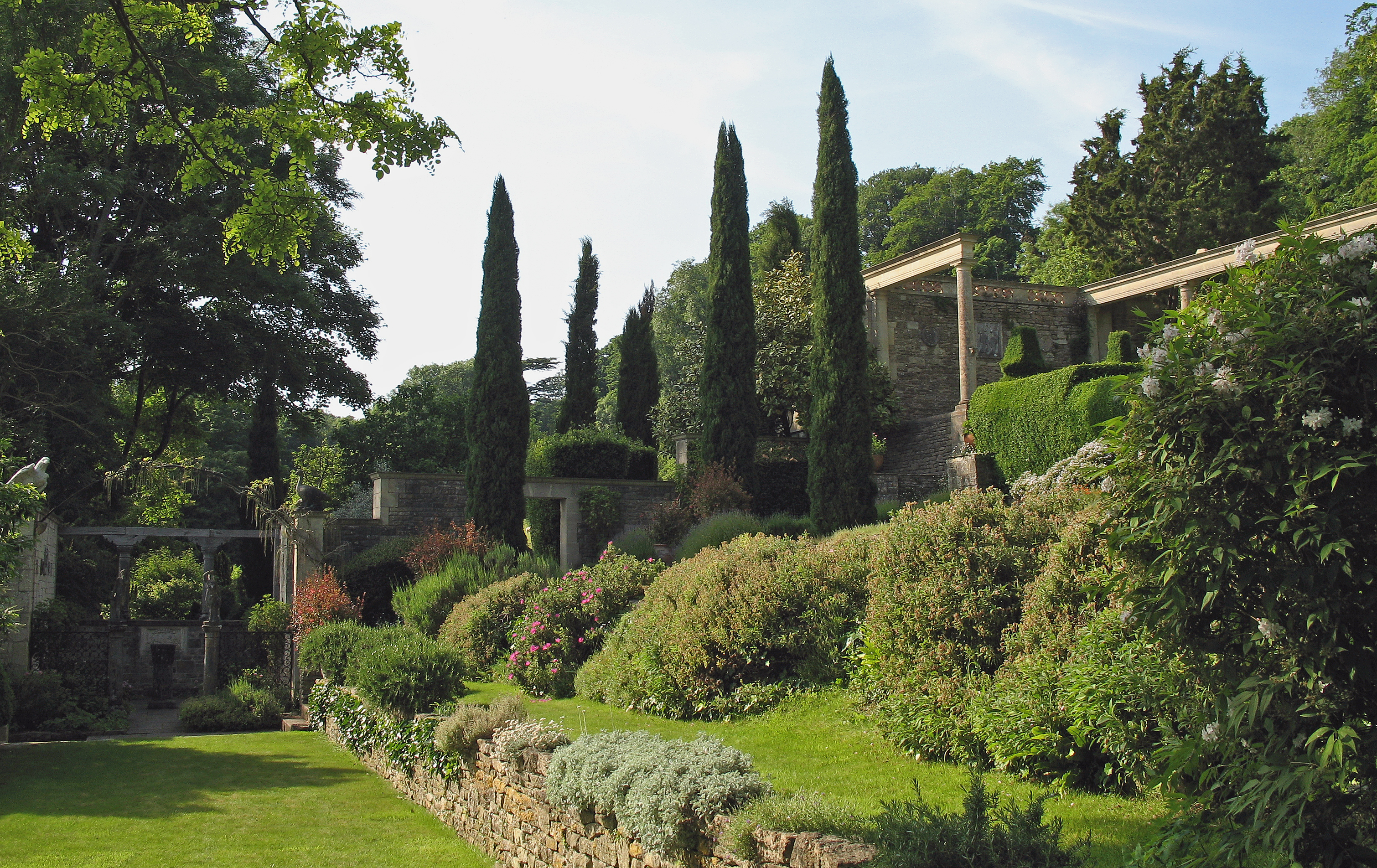
Garten von Iford Manor 2008

Herbst 2019 nahm Scott Smith eine Stelle in Iford Manor im Frome-Tal an, einem von Harold Peto gestalteten Garten in Wiltshire, der danach von der Familie Cartwright-Hignett betreut wurde, und der zwischen April und September für das zahlende Publikum geöffnet ist. Seine Nachfolge in Sissinghurst trat Michelle Cann an.
Scott Smith fühlte sich In Iford von der Belastung durch einen berühmten historischen Garten und dem großen Besucherdruck befreit. Er legte einen Conservation Management Plan an und begann, Bäume zu beschneiden, überwachsene Alleen und Perspektiven freizulegen sowie mehr mediterrane Pflanzen anzubauen. Neben Stauden wie Stundenblume, Rundblättriges Hasenohr, Kornrade, Wegewarte und Milchfleckdistel wurden auch Bäume und Sträucher, darunter Zypressen, Schmalblättrige Steinlinde, der nordamerikanische Judasbaum und Frühlings-Duftblüte gepflanzt. Herbst 2021 kündigte er jedoch überraschend und kehrte nach Sissinghurst zurück.
Neben seiner Arbeit als Gärtner verfasst Scott Smith auch Artikel für Country Life und andere Gartenzeitschriften. Er gibt zu, dass Gärten ihn nicht mehr in der gleichen Art bewegen wie zu Beginn seiner Karriere, und dass er inzwischen Landschaft und reine Natur vorzieht.
Scott Smith ist verheiratet und hat mehrere Kinder.

## Auszeichnungen
- RHS Professional Photographer of the Year 2003